# Bộ Dương (羊)
Bộ Dương, bộ thứ 123 có nghĩa là "dê" là 1 trong 29 bộ có 6 nét trong số 214 bộ thủ Khang Hy.
Trong Từ điển Khang Hy có 156 chữ (trong số hơn 40.000) được tìm thấy chứa bộ này.

## Tự hình Bộ Dương (羊)

Giáp cốt văn
Kim văn
Đại triện
Tiểu triện

## Chữ thuộc Bộ Dương (羊)
| Số nét bổ sung | Chữ                     |
| -------------- | ----------------------- |
| 0              | 羊                      |
| 1              | 羋                      |
| 2              | 羌                      |
| 3              | 羍 美 羏 羐 羑          |
| 4              | 羒 羓 羔 羕 羖 羗 羘 羙 |
| 5              | 羚 羛 羜 羝 羞 羟       |
| 6              | 羠 羡 羢                |
| 7              | 羣 群 羥 羦 羧 羨 義 羪 |
| 8              | 羫                      |
| 9              | 羬 羭 羮 羯 羰          |
| 10             | 羱 羲                   |
| 12             | 羳 羴 羵                |
| 13             | 羶 羷 羸 羹             |
| 14             | 羺                      |
| 15             | 羻 羼                   |